# Miklós Radnóti
Miklós Radnóti (Budapest, 5 de mayo de 1909 - Abda, 9 de noviembre de 1944), poeta, representante sobresaliente de la moderna lírica húngara.

## Biografía
Radnóti nació el 5 de mayo de 1909 en Budapest, en el número 8 de la calle Kádár, en una familia de judíos conversos.
Su nacimiento costó la vida de su madre (Ilona Grosz 1881-1909) y su hermano gemelo.
Su padre, Jakab Glatter (1874-1921), era viajante de comercio.
Estudió en la escuela primaria de la calle Szemere (1915-19), en la escuela de la calle Markó (1919-23) y en la escuela de comercio superior para niños Barón Miklós Wesselényi de la calle Izabella (1923-27).
En junio de 1927 terminó el bachillerato.
El 21 de julio de 1921 falleció su padre de un derrame cerebral. 
En otoño de 1926 conoce a su futura esposa, Fanni Gyarmati.
Juntos se unen a Círculo Literario Juvenil Húngaro Bálint Balassa.
Entre 1927 y 1928 pasa un curso en la escuela superior textil checa de Liberec, a su regreso se coloca en el comercio al por mayor de su hermano.
En octubre con sus amigos inicia la revista literaria titulada 1928.
Se publican dos números de la revista, y dos poemas de Radnóti (Sirálysikoly y Szegénység és gyűlölet verse).
En 1928 el joven equipo publica una antología independiente con el título de Jóság (bondad), en la que figuran ya doce poemas de Radnóti.
Veraneó con sus parientes en Trenčín.
En diciembre pasó un examen de bachillerato diferencial para poder continuar estudios superiores.
Entre 1929 y 1930 toma parte en la fundación y redacción de la revista de espíritu vanguardista Kortárs (coetáneo).
En otoño se matriculó en la facultad de filología de la universidad József Ferenc de Szegedi, especialidad de húngaro-francés.
En 1931 se adhirió a la actividad del Colegio artístico de los Jóvenes de Szeged.
En 11 de abril a instancia del juzgado de Budapest, fue sometido a registro domiciliario, los ejemplares sobrantes de sus tomos de poesías fueron confiscados, y procesado por injuria religiosa y pornografía 
Veraneó en Francia.
El 8 de diciembre, en juicio a puerta cerrada, el consejo Töreky lo condenó a ocho días de privación de libertad. 
El 18 de mayo de 1932 el consejo Gadó del tribunal aprobó el fallo de primera instancia pero suspendió su ejecución.
En junio fue colaborador de la revista Valóság.
En junio veraneó en casa de los György Bálint en las cercanías de Tátraszéplak.
En otoño pasó el examen básico de maestro.
Participó en las actividades del grupo de Szeged de la Comisión Juvenil Nacional así como en las del círculo de declamación del hogar de los obreros de la calle Hétvezér.
En 1933 dio una conferencia en el marco del programa cultural del Colegio Artístico. En 1934 pasó exitosamente el examen de doctor.
En junio es doctorado summa cum laude en Filología. Su tesis doctoral titulada El desarrollo artístico de Margit Kaffka es publicada por el Instituto de Historia de la Literatura Húngaro y el Colegio Artístico.

Prepara su tesis francesa, posteriormente gracias al impresor Lajos Müller se publica también en volumen aparte en el Taller Imprenta Colonial su poesía Ének a négerről, aki a városba ment.
Se convirtió en colaborador de la revista Nyugat.
El 11 de agosto de 1935 se casó con Fanni Gyarmati, y alquilaron piso en el número 1 de la calle Bratislava.
Pasaron el verano en la casa familiar alquilada por su suegro en el número 15/B de la calle Diana.
En 1936 se hizo participante sistemático de las lecturas de la compañía Arpád Tóth. 
El 18 de enero de 1937 se benefició del premio Baumgarten.
En verano con su esposa pasó un mes en París.
Conocieron al poeta francés Pierre Robin.
El 24 de julio participó en la multitudinaria manifestación solidaria con la república española. 
El verano de 1938 invitado por el Pen Club francés pasó junto con su esposa una semana en París, tres más a título personal.
Se puso a traducir los versos de Guillaume Apollinaire.
En 1940 se publicaron los poemas selectos de Apollinare traducidos conjuntamente con István Vas.
Desde el 6 de septiembre es llamado a trabajos obligatorios en Szamosveresmart, posteriormente trabajo dos semanas en el campo de castigo de Tăşnad.
El 18 de diciembre fue puesto en libertad.
En octubre de 1941 edita los poemas juveniles de Attila József, como apéndice de la rememoración de Ödön Galamb, con el título de Makói évek.
El 1 de noviembre participó en la manifestación silenciosa organizada en las tumbas de Lajos Kossuth y Mihály Táncsics.
En 1942 a cargo de la editorial Hungária Kiadó se publicaron es cuaderno aparte su cuaderno de poemas Naptár.
El 15 de marzo participó en la manifestación contra la guerra promovida por el Comité del Recuerdo Histórico en la estatua de Sándor Petőfi.
El 1 de julio recibió una nueva citación a trabajos forzados.
Entre otras trabajó en las fábricas de azúcar de Élesd y Hatvan.
El 19 de noviembre fue conducido a una fábrica de cajas de Pest.
Comenzó una recogida de firmas para su liberación.
El 2 de mayo de 1943 se bautizó en la Basílica de San Esteban.
En 1944 con el título de Karunga, a holtak ura se publicaron sus traducciones de cuentos negros.
El 18 de mayo de nuevo fue llamado a trabajos forzados.
Sirvió en el frente ucrano.
En mayo de 1944 el ejército húngaro se retiró y la unidad/familia Radnóti fue conducida al campo de trabajos forzados yugoslavo cercano a Bor.
El 2 de junio llegó al subcampo Heidenau.
Radnóti escribía entonces sus poemas en un pequeño bloc que repartía entre sus amigos.
Quería que quien pudiera se los llevara tras la guerra y los publicara.
Sus poesías (Entre otras Hetedik ecloga y Razglednicák) presentaban las difíciles circunstancias de la vida del campo, o se dirigían a su amor, Fanni.
A finales de agosto liquidaron el campo de Bor y los 3200 residentes judíos fueron conducidos a Hungría para ser deportados.
Durante el viaje, gran parte del grupo murió debido a las difíciles condiciones.
Ranóti preparó en el camino sus últimas poesías, entre ellas Erőltetett menet (Marcha forzada).
Según testigos, el debilitado poeta fue violentamente golpeado por un oficial borracho porque "garabateaba".
Ya que él y sus compañeros eran incapaces de avanzar, los oficiales los fusilaron en una fosa común en la frontera del municipio de Abda cercana a Győr.
18 meses más tarde fueron exhumados, y entonces encontraron en el bolsillo de su chaqueta la libreta de notas con sus últimos poemas.

## Obras

### Publicadas en vida
- Pogány köszöntő (1930)
- Újmódi pásztorok éneke (1931)
- Lábadozó szél (1933)
- Újhold (1935)
- Járkálj csak, halálraítélt!  (1936)
- Meredek út (1938)
- Ikrek hava (1940)
- Válogatott versek (1930-1940) (1940)
- Naptár (1942)
- Karunga, a holtak ura (néger mesefordítások, 1944)

### Volúmenes póstumos
- Tajtékos ég (1946)

### Traducciones
- Versos de Apollinaire
- Cuentos de La Fontaine

## Premios
- Baumgarten 1937

- Datos: Q442801
- Multimedia: Miklós Radnóti / Q442801